# Most św. Macieja
Most św. Macieja (Matthias Brücke) – most położony we Wrocławiu, łączący wyspę Tamka (inaczej: Wyspę Świętego Macieja) ze Starym Miastem. Jest to jedyne stałe połączenie z lądem dla tej wyspy. Most stanowi przeprawę nad rzeką Odrą, a dokładniej nad jej ramieniem bocznym nazywanym Kanałem Jazu Macieja, przepływającym na południe od wyspy.
Pierwszy most w tym miejscu był mostem drewnianym. Jego powstanie wiązało się z budową i funkcjonowaniem w tym miejscu młynów wodnych. Pierwszy młyn zlokalizowany był na wyspie – młyn św. Macieja. O jego istnieniu wzmiankowano już w roku 1254. Później powstał drugi młyn, a w 1539 roku nowy wodociąg. Kolejny most wybudowano w 1880 r., natomiast żelazny most św. Macieja został wybudowany w latach 1905–1907, później przebudowany w 1967 roku, a w 2007 gruntownie odremontowany wraz z przylegającymi nabrzeżami rzeki. W miejscu zlikwidowanych młynów, w przebudowanych rynnach roboczych, istniało przęsło, jedno z trzech, Jazu św. Macieja, o zamknięciach kozłowo-iglicowych, wchodzącym w skład Piaskowego Stopnia Wodnego. Po zwiększeniu w 1959 roku piętrzenia na Mieszczańskim Stopniu Wodnym, kozły zostały zdemontowane, a z dawnych budowli pozostał most i umocnione brzegi rzeki.
Północny przyczółek mostu położony jest na wyspie Tamka, na prawym brzegu kanału, natomiast południowy leży przy terenie Starego Miasta, na lewym brzegu kanału. Tu ulica biegnąca przez most łączy się z ulicą Grodzką i przebiegającą z południa na północ ulicą Szewską. W latach 30. XX wieku istniały plany poprowadzenia z ulicy Szewskiej przez Most św. Macieja i dalej przez wyspy Śródmiejskiego Węzła Wodnego nowej trasy, lecz nigdy nie zostały zrealizowane. Sama ulica biegnąca przez most na wyspę nie ma odrębnej nazwy; nadano jej nazwę taką jak wyspie czyli Tamka, i takie adresy obowiązują dla dwóch budynków zlokalizowanych na wyspie.
Długość mostu wynosi 15,75 m, a szerokość 7,5 m, na którą składają się: jezdnia o szerokości 3,5 m i dwa chodniki po 2 m szerokości każdy. Most został wykonany w konstrukcji stalowej, przy zastosowaniu technologii połączeń spawanych, jako belka swobodnie podparta, jednoprzęsłowa. Elementami nośnymi są trzy dźwigary główne – blachownice o zmiennej sztywności. Jako stężenia poprzeczne dźwigarów zastosowano belki dwuteowe umieszczone w połowie rozpiętości mostu i na skrajach. Nawierzchnia jezdni została wykonana z kostki granitowej. Rozpiętość mostu w świetle łożysk wynosi 15,15 m, a w świetle kanału, tzn. między ścianami przyczółków, 14,65 m. Most oparty jest na przyczółkach betonowych z okładziną kamienną, za pośrednictwem łożysk płaskich i betonowej ławy podłożyskowej. Balustrady pomostu wykonano z płaskowników, pochwyt z ceownika, natomiast przyczółki zwieńczone są balustradami kamiennymi z piaskowca i granitowymi nakrywami ozdobione neogotyckim ornamentem. Na przyczółkach mostu znajdują się również nieduże tarasy widokowe.